# 图巴 (乌喇特部)
图巴（？—1656年），清朝初年蒙古王公，乌喇特部人，成吉思汗汗弟合撒儿的十八世孙，图美尼雅哈齐的玄孙，布尔海曾孙，巴尔塞之孙，哈尼泰冰图台吉第五子，博尔济吉特氏，号称为额尔赫台吉。
天聪八年（1634年，一说天聪七年），图巴与桑阿尔斋向后金进献驼马。随军攻打明朝大同府。崇德元年（1636年），随清军攻打朝鲜王朝。崇德三年（1638年），随清军攻打喀尔喀。崇德四年，参与攻打明朝锦州、松山。崇德七年（1642年），派兵出征明朝蓟州（治今天津市蓟州区）。顺治三年（1646年），随军追击苏尼特部腾机思。在扎济布拉克击败土谢图汗部、车臣汗部援兵。顺治五年（1648年），封札萨克镇国公，掌管乌喇特中旗。